# Кошельникова, Раиса Николаевна
Раиса Николаевна Кошельникова (16 сентября 1904, деревня Борщёвка, Хойникский район, Гомельская область — 29 ноября 1980) — белорусская актриса. Народная артистка БССР (1957).

## Биография
Окончила в 1926 году Белорусскую драматическую студию в Москве.
С 1939 года работала в Белорусском театре имени Янки Купалы.
Актриса яркой творческой индивидуальности, исполнитель лирико-драматических и острохарактерных ролей.
Одна из лучших исполнительниц роли Павлинки в одноименной пьесе Янки Купалы. Первая постановка «Паўлiнкi» с Кошельниковой в главной роли состоялась в БДТ-2 в 1936 году.

## Награды
- Медаль «За трудовое отличие» (20.06.1940) — за выдающиеся заслуги в деле развития белорусского театрального и музыкального искусства